# Ali Fergani
Ali Fergani (àrab: علي فرقاني)  (Onnaing, 21 de setembre de 1952) és un exfutbolista algerià de les dècades de 1970 i 1980.
Fou internacional amb la selecció d'Algèria amb la qual participà en la Copa del Món de futbol de 1982.
Pel que fa a clubs, destacà a NA Hussein Dey i JE Tizi-Ouzou.
Trajectòria com a entrenador:
- 1989-1990: JS Kabylie
- 1993: MC Alger
- 1993-1994: Chabab Mohammédia
- 1994-1995: MC Oran
- 1995-1996:  Algèria
- 1996-1998: Olympique Béja
- 1999: AS Marsa
- 1999-2000: Olympique Béja
- 2000-2001: US Monastir
- 2001: Espérance de Tunis
- 2003-2004: CA Bizerte
- 2004-2005:  Algèria
- 2011: Algeria A'